# Valea Perjei (Taraclia)
Valea Perjei è un comune della Moldavia situato nel distretto di Taraclia di 4.986 abitanti al censimento del 2004.